# Vertigo Records
Vertigo Records ist ein britisches Plattenlabel der Mercury Records.

## Geschichte

### Überblick
Das Label wurde 1969 von der Philips Phonographische Industrie bzw. PolyGram gegründet und sollte sich auf Progressive Rock spezialisieren. Bis 1973 erschienen diverse Singles und LPs mit jungen und modernen Künstlern, darunter u. a. Black Sabbath, Beggars Opera, Gentle Giant, Ramases, Status Quo, Rod Stewart und Uriah Heep. In späteren Jahren wurde das Programm kommerzieller, u. a. mit Thin Lizzy, Dire Straits und Metallica.
In den 1990er-Jahren verlor das Label zunehmend seine Selbständigkeit und ging schließlich in Mercury Records auf. Die Polygram-Gruppe wiederum wurde von Philips an die Universal Music Group verkauft, die ihrerseits in Vivendi Universal aufging.
Die Vertigo-Veröffentlichungen der Ära von 1969 bis 1973 ("Swirl-Phase") gelten heute als wegweisend für die Entwicklung der progressiven Rockmusik. Die meisten der klassischen Aufnahmen sind zwischenzeitlich wiederholt auf CD erschienen. 
Zu Beginn des neuen Jahrtausends begann Vivendi Universal mit einer Reaktivierung des alten Labels, wobei die musikalische Ausrichtung sich von den Anfängen unterscheidet.

### Swirl Vertigo / Spaceship Vertigo

Vertigo-Swirl

Die historischen Veröffentlichungen werden gelegentlich als "Vertigo-Swirl" oder "Spiral Vertigo" bezeichnet. Der Ausdruck bezieht sich auf den Papiereinleger in der Mitte, also das Label im eigentlichen Sinne: Auf der A-Seite der entsprechenden Platten ist auf dem Label das Vertigo-Logo groß abgebildet, auf der B-Seite klein mit den Angaben zu Interpret und Titel. 
1973 erfolgte die Umstellung auf das von Roger Dean entworfene sogenannte Ufo-Label ("Spaceship Vertigo"). Das Ende der Swirl-Phase leitete die zuvor beschriebene Kommerzialisierung des Labels ein.

## Veröffentlichungen

### Musikalische Ausrichtung
Zu Beginn des Labels stand der Progressive Rock, der zu dieser Zeit eine Hochphase durchlebte, im Mittelpunkt der Veröffentlichungen. Typisch waren durchkonstruierte, lange Songs, die sich nicht selten über eine komplette Schallplattenseite erstreckten. Dementsprechend konzentrierte sich das Label auf Alben, von denen bis 1973 (Swirl-Phase) insgesamt 89 erschienen. Single-Veröffentlichungen waren in der Minderheit. Im gleichen Zeitraum gab es lediglich 44 Vertigo-Singles in Großbritannien, die darüber hinaus häufig die Charts verfehlten.
Neben den Progressive-Rock-Veröffentlichungen bot Vertigo auch Jazz-inspirierten Bands wie Colosseum und Nucleus eine Heimat. Graham Bond verband auf Vertigo Jazz und Progressive Rock. Mit Tudor Lodge und Mike Absalom gab es ferner auch Musik aus der Folk-Szene.
Durch die Veröffentlichung der Aufnahmen von Black Sabbath, Warhorse und Uriah Heep war Vertigo auch maßgeblich an der Entwicklung des Hard Rock und Heavy Metal beteiligt.
Überwiegend waren britische Künstler bei Vertigo unter Vertrag, es wurden aber beispielsweise auch Aufnahmen von Kraftwerk aus Deutschland und Flame Dream aus der Schweiz veröffentlicht.

### Cover-Gestaltung
Neben der Musik sorgten die häufig aufwendig gestalteten Schallplattencover für Aufsehen: Ein Beispiel für ein solches Cover bietet die LP "Space Hymns" der Band Ramases, einer Vorläufer-Band von 10cc. Das Cover zeigt eine Rakete, die durch das All fliegt. Das Cover lässt sich allerdings sechsfach aufklappen ("6fach FOC"). Dabei entpuppt sich die Rakete als Kirchturmspitze einer riesigen Holzkirche, die in einem riesigen Feuerball ins All abhebt. Wie bei diversen anderen Vertigo-Veröffentlichungen der Zeit wurde das Cover von Roger Dean entworfen. 
Häufig übernahm auch der Fotograf Marcus Keef die grafische Gestaltung. Seine Cover zeigen in der Regel "normale" Bilder (oft Landschaften), denen etwas Obskures hinzugefügt ist. Beispielhaft sind hier die ersten beiden Black-Sabbath-Alben zu nennen. 
Während einige der Bands aus der Swirl-Phase schnell in Vergessenheit gerieten, sind die Cover und ihre Gestalter heute noch bekannt.

## Raritäten
Viele der Swirl-LPs zählen aufgrund der geringen Produktions- und Verkaufszahlen zu den großen Raritäten. Als seltenste Exemplare gelten die Platten von Dr. Z – Three parts to my soul (Okkult) und Ben (Jazz) – Same. Auch die LPs von Tudor Lodge (Folk), Mike Absalom (Singer-Songwriter), beide Cressida- (Progressive Rock) Alben und beide Catapilla- (progressiver Jazzrock) LPs zählen zu den besonders seltenen und gesuchten Platten.